# Antifolk
Antifolk är en musikgenre som uppstod under 1980-talet i USA. Den kännetecknas av sitt okonventionella låtskrivande och sina ofta humoristiska eller satiriska texter. Genren uppfattas ofta som att den ville förlöjliga folkmusiken under 1960-talet med dess politiska innehåll, men även mainstreammusikens allvar och krav.

## Historia

### USA
Antifolkgenren introducerades av artister som inte hade möjligheten att framföra sin musik på etablerade folkmusiksfestivaler i staden Greenwich Village. Dessa folkmusiksfestivaler var till exempel Folk City och The Speakeasy. Detta ledde till att musikern Lach startade en nattklubb vid namn The Fort som låg i stadsdelen Lower East Side på Manhattan. Lach öppnade denna nattklubb samtidigt som folkmusikfestivalen The New York Folk Festival och döpte sålunda sitt öppningsevenemang till New York Anti-folk Festival. Andra artister som bidrog till antifolkrörelsen var Cindy Lee Berryhill, Brenda Kahn,  Paleface, Beck, Michelle Shocked, John S. Hall med flera andra. 
Den ursprungliga nattklubben The Fort stängdes 1985 men flyttade mellan många olika platser bland annat barerna Sophie's och Chameleon i stadsdelen East Village på Manhattan innan The Fort stannade i ett bakrum på The SideWalk Café år 1993. New York Anti-folk-festivalen fortsätts att hållas årligen i The SideWalk Café och har sedan länge överlevt den ursprungliga folkmusiksfestivalen. Antifolkrelaterade evenemang har även förekommit i Tompkins Square Park och Central Park. Medan Lach levde i San Francisco under några år under tidigt 1990-tal var han delaktig i att etablera en Västkustbaserad falang inom antifolkrörelsen genom The Sacred Grounds Coffee House.

### Storbritannien
Under 2000-talet blev antifolkgenren etablerad i Storbritannien speciellt inom Londons undergroundscen, med artister som David Cronenberg's Wife och The Bobby McGee's. Storbritanniens antifolkscen (speciellt centrerade i London och Brighton) har etablerat sin egen prägel på genren som har beskrivits i en sexsidig artikel i september 2007 versionen av tidningen Plan B. Plan B höll i en antifolkkväll i Cardiff i november 2007. Brittiska antifolkgenren började som sagt i London, denna genre marknadsfördes av Sergeant Buzfuz som trots allt inte stämplas som antifolk har samarbetat med många både amerikanska och brittiska antifolkartister. År 2004 startade lo-fi musikern Filthy Pedro säsongsbaserade antifolkfestivaler vilka han marknadsförde tillsammans med Tom Mayne från bandet David Cronenberg's Wife.
Brightons antifolkscen följde snabbt Londons exempel. En av de ledande inom Brightons antifolkscen var artisten Mertle. Andra individer som spelade en stor roll för att framhäva antifolkscenen var Dan Treacy, Jack Hayter, Milk Kan, bandet Extradition Order, Benjamin Shaw med flera. 
Emmy the Great har vissa kopplingar till den brittiska antifolkscenen då hon har spelat på Sgt Buzfuzs under nätter år 2003 i duon Contraband.
Kate Nash började sin musikkarriär med att spela antifolkliknande konserter, inklusive en konsert som främjades av Larry Pickleman och Mertle i staden Brighton. Laura Marling förknippas ibland med antifolk men detta beror mer på hennes musikstil än själva antifolkrörelsen i Storbritannien. 
Antifolkinfluerade artister så som The Bobby McGee's har börjat få mer utrymme i radio och annan media de senaste åren. I augusti 2006, skrev Timeout Magazine att antifolk var "One of London's hottest subcultures". Det första antifolksamlingsalbumet Up the Anti släpptes år 2007 och var mastrat av Mark Kramer. Den Walesiska antifolkartisten Mr Dukes popularitet i Wales har ökat på senare år.

## Framstående artister inom genren antifolk
- Regina Spektor med låten "Samson"
- Diane Cluck
- The Moldy Peaches med låten "Anyone else but you"
- Beck Hansen